# Großsteingräber bei Ziepel

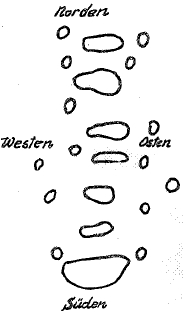
Grundriss von Grab 1 nach Herms

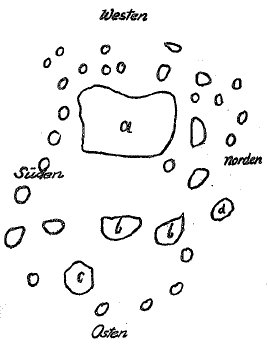
Grundriss von Grab 1 nach Herms

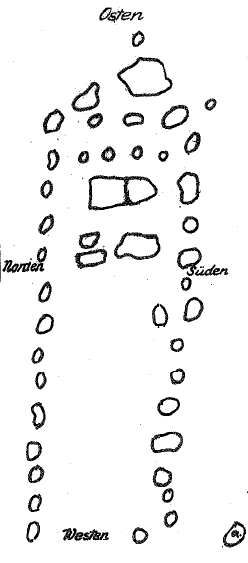
Grundriss von Grab 1 nach Herms

Die Großsteingräber bei Ziepel waren fünf megalithische jungsteinzeitliche Grabanlagen bei Ziepel im Landkreis Jerichower Land, Sachsen-Anhalt. Alle wurden wohl im 18. oder 19. Jahrhundert zerstört.

## Lage
Grab 1 lag zwischen Ziepel und Büden, an der Grenze zu Schwienau. Grab 2 befand sich nicht weit von Ziepel bei den Krugenden. Etwas weiter hiervon lag mitten auf einem Feld Grab 3. Noch etwas weiter lag Grab 4 an der Grenze zu Tryppehna, nahe an einer Heerstraße. Grab 5 lag zwischen Ziepel und Nedlitz an der Grenze zwischen der Ziepeler Ziegelei und der Feldmark Dodendorf.

## Forschungsgeschichte
Erstmals dokumentiert wurden die Anlagen von Joachim Gottwalt Abel, zwischen 1755 und 1806 Pastor in Möckern. Dieser hinterließ hierüber nur handschriftliche Aufzeichnungen, die 1928 durch Ernst Herms publiziert wurden. Die Gräber selbst waren bei Herms’ Untersuchungen aber bereits vollständig abgetragen.

## Beschreibung

### Grab 1
Grab 1 besaß ein nord-südlich orientiertes Hünenbett und wies bei Abels Aufnahme noch 21 Steine auf. Hiervon lagen sieben besonders große in der Mitte. Sie waren offenbar Teil einer Grabkammer. Ein etwas nach außen gesetzter Stein wurde von Abel als Wächterstein interpretiert. Bei der Anlage dürfte es sich um einen Großdolmen oder um ein Ganggrab behandelt haben.

### Grab 2
Grab 2 besaß ein Hünenbett und wies noch 21 Steine auf. Eine größere Anzahl war aber bereits verschwunden, sodass eine genauere Rekonstruktion des ursprünglichen Aussehens der Anlage nicht mehr möglich war.

### Grab 3
Grab 3 besaß ein ost-westlich orientiertes Hünenbett, dass zu Abels Zeit noch über eine deutlich erkennbare Hügelschüttung verfügte. Es besaß noch 36 Steine, von denen der größte – wohl ein Deckstein – eine Länge und eine Breite von jeweils 7 Fuß (etwa 2,2 m) hatte. Dieser lag im Westen der Anlage. Weiter östlich lagen zwei kleinere Steine, die wohl ebenfalls Teil der Grabkammer waren. Einen etwas nach Norden versetzten Stein interpretierte Abel als Wächterstein.

### Grab 4
Grab 4 besaß ein ost-westlich orientiertes Hünenbett mit gut erkennbarer Hügelschüttung. Es verfügte insgesamt über etwa 52 Steine. Von der Umfassung waren die beiden Landseiten und die östliche Schmalseite offenbar noch gut erhalten. An der westlichen Schmalseite waren hingegen bereits fast alle Steine abgetragen. Einen etwas nach Süden versetzten Stein an der südwestlichen Ecke interpretierte Abel als Wächterstein. Im Ostteil der Anlage befand sich die Grabkammer. Diese wies noch mehrere Wandsteine sowie offenbar mehrere Decksteine auf, die aber alle bereits gesprengt waren. Abel wurde erzählt, die sei durch Blitzschlag geschehen. Eines der Bruchstücke ruhte noch auf zwei Wandsteinen.

### Grab 5
Grab 5 besaß eine runde oder ovale Hügelschüttung mit einem Umfang von 43 Schritt (etwa 32 m) und einer Höhe von etwa 10 Schuh (etwa 3,1 m). Die Hügelschüttung war bei Abels Aufnahme noch weitgehend unberührt und um den Hügel war noch klar ein ausgehobener Graben zu erkennen. Der dichte Bewuchs der Anlage mit Weiden und Gestrüpp verhinderte eine eingehendere Untersuchung. Über mögliche Steineinbauten ist daher nichts bekannt.